# Barville-en-Gâtinais
Barville-en-Gâtinais är en kommun i departementet Loiret i regionen Centre-Val de Loire strax norr Frankrikes mitt. Kommunen ligger i kantonen Beaune-la-Rolande som tillhör arrondissementet Pithiviers. År 2022 hade Barville-en-Gâtinais 299 invånare.

## Befolkningsutveckling
Antalet invånare i kommunen Barville-en-Gâtinais
| Referens: INSEE |